# Hemitriecphora strongii
Hemitriecphora strongii is een halfvleugelig insect uit de familie schuimcicaden (Cercopidae). De wetenschappelijke naam van deze soort is voor het eerst geldig gepubliceerd in 1837 door Hope.